# Croton ramillatus
Espèce
Croton ramillatus est une espèce de plantes à fleurs du genre Croton et de la famille des Euphorbiaceae, présente au Mexique.
Il a pour synonymes :
- Croton ramillatus var. insignilobus, Croizat, 1945
- Croton ramillatus var. magniglandulifer, V.W.Steinm., 2001